# قاسم سلطان‌زاده
 قاسم سلطان‌زاده  بازیکن سابق فوتبال ایران است. او سابقه بازی در باشگاه فوتبال ملوان بندر انزلی را دارد. 
وی سابقه ۲ بازی ملی نیز در کارنامه دارد.